# Pisarzowice (przystanek kolejowy)
Pisarzowice – nieczynny przystanek kolejowy w Pisarzowicach w powiecie kamiennogórskim, w województwie dolnośląskim, w Polsce.